# Шпицнагель, Фердинанд Фердинандович
Фердинанд Фердинандович Шпицнагель (1757/60 — 1826) — российский медик и педагог немецкого происхождения, доктор медицины и хирургии, заслуженный профессор и декан медицинского факультета Императорского Виленского университета; статский советник.

## Биография
Фердинанд Шпицнагель родился в 1757 году в Саксонии. Образование получил в Венском университете, где защитил степень доктора медицины, затем был назначен окружным врачом в городе Вене. 
В 1792 году Фердинанд Фердинандович Шпицнагель был приглашен в Вильно в Главную литовскую школу на кафедру естественных наук. Одновременно руководил ботаническим садом, который в 1799 году передал под начало Станислава Бонифацы Юндзилла. В 1800 году Ф. Шпицнагель был перемещён на кафедру терапии, в 1803 году, по преобразовании школы в Императорский Виленский университет, был назначен профессором медицины и токсикологии, в 1807 году избран деканом факультета и эту должность исполнял почти десять лет; он читал лекции на латинском и польском языках, он знал все основные европейские языки, а также владел турецким. Кроме того, Ф. Ф. Шпицнагель заведовал университетским госпиталем. 
С 1807 по 1817 год Шпицнагель был избираем в председатели комитета ученых наблюдений и в 1826 году уволен от должности по болезни.  Фердинанд Фердинандович Шпицнагель скончался в 1826 году в Вильно.
Самое известное его сочинение: «De rerum medicarum contradictionibus apparentibus».